# 三菱・GSプラットフォーム
三菱・GSプラットフォームは、三菱自動車とダイムラー・クライスラー（DCX・現 メルセデス・ベンツ・グループ及びステランティス）が共同開発したプラットフォームである。
2005年11月の両社の資本提携解消後（技術面の提携は続いていた）には、三菱とDCXがこのプラットフォームを改良し、中型車用のJSプラットフォーム、小型車用のPMプラットフォームとMKプラットフォームを開発した。

## 採用車種

### 三菱自動車
JS
- ギャラン（9代目・日本を除く海外仕様）

PM
- アウトランダー（日本国内仕様2代目まで）
  - プジョー・4007
  - シトロエン・Cクロッサー
- RVR
  - プジョー・4008（英語版）
  - シトロエン・C4エアクロス
- エクリプスクロス
- エクスパンダー
- エクスフォース
- 7代目ランサー
  - ギャランフォルティス
  - ランサーエボリューションX
  - グランドランサー（台湾専売車種）
- デリカD:5

### クライスラー
JS
- セブリングセダン（2代目）
- セブリングコンバーチブル（3代目）
- ダッジ・アベンジャー（2代目）
- ダッジ・ジャーニー

PM
- ダッジ・キャリバー

MK
- ジープ・コンパス
- ジープ・パトリオット